# René Lorain
René Lorain (Reims, 19 marzo 1900 – Ouchamps, 25 ottobre 1984) è stato un velocista francese.

## Palmarès

### Olimpiadi
- Argento a Anversa 1920 nella staffetta 4×100 metri.